# Balerno
Balerno è un quartiere di Edimburgo, in Scozia, situato 12 km sud-ovest rispetto al centro della città, nelle vicinanze di Juniper Green e Currie. Nonostante la distanza, la sua amministrazione ricade sotto la giurisdizione del City of Edinburgh Council.

## Storia
Il nome deriva dal gaelico scozzese Baile Airneach, cioè "città dei biancospini".
Il maggior sviluppo dell'area si ebbe nel XVIII secolo, con la costruzione di molti impianti di lavorazione di lino, carta e tabacco lungo il corso del Water of Leith. Impianti che furono la maggior caratteristica del posto, fino ai tempi più recenti. Fu dopo la prima guerra mondiale che ebbe inizio la trasformazione del quartiere, da commerciale ed industriale, a scopo abitativo.

## Cultura ed attrazioni

### Sport
Balerno è sede del Currie RFC, che gioca a Malleny Park. Il Currie RFC vinse la Scottish Hydro Electric Premiership Division One nel 2007 e nel 2010.

### Malleny House & Gardens
Malleny House (costruita nel XVII secolo) ed i suoi giardini sono ora di proprietà della National Trust for Scotland. La casa non è aperta al pubblico, al contrario dei giardini, consistenti di 9 acri di bosco. La loro caratteristica è la presenza di alberi vecchi anche di 400 anni (conosciuti come i "Quattro Apostoli") e della Collezione Nazionale Scozzese di Bonsai.

### Festival musicale
Dal 2008 è la sede del Festival di Balerno, con gli eventi che si tengono alla Balerno Parish Church, Balerno Bowling Club, Balerno Parish Church New Hall, al Grey Horse Inn ed al St Joseph's Centre.